# Nữ sinh bắt ma
Nữ sinh bắt ma (tựa gốc tiếng Anh: Yoga Hosers) là phim điện ảnh kinh dị hài hước của Mỹ năm 2016 do Kevin Smith đạo diễn kiêm viết kịch bản. Đây là phần ăn theo bộ phim kinh dị Tusk năm 2014 cũng của Smith. Phim có sự tham gia của Johnny Depp bên cạnh con gái anh là Lily-Rose Depp và con gái của Smith là Harley Quinn Smith. Đây là phần thứ hai trong loạt bộ ba phim True North của Smith và phim có buổi ra mắt tại Liên hoan phim Sundance 2016. Phim khởi chiếu ở Việt Nam vào ngày 8 tháng 7 năm 2016.